# سامبا (مسلسل)
سامبا مسلسل عراقي كوميدي استعراضي من تأليف الكاتب محمد خماس  وإخراج مهند أبو خمرة وإنتاج قناة الشرقية 2011. من بطولة الممثل اياد راضي، أول عمل عربي عراقي يصور بالكامل في دولة البرازيل حيث تم تصوير العمل في مدينة ريو دي جانيرو التي تعتبر من أجمل المدن السياحية في العالم .

## قصة المسلسل
تدور أحداث العمل بين الأكشن والفن الأستعراضي  في مدينة ريو دي جانيرو البرازيلية وبطل أحداث القصة زعيم مافيا يدعى عبود غونزالس ( إياد راضي ) يخرج من السجن ويُلاحق من قبل عصابة مافيا أخرى بعد خروجه من السجن وأثناء المطارادت يُصادف الحسناء الجميلة وراقصة السامبا في أحد النوادي الليلية بونيتا ( المطربة دالي ) و يقع بحبها من أول نظرة، فيقرر الزواج بها لكن والدها المتزمّت ولاعب كرة قدم سابق يرفض زواجهما بسبب خلفية عبود الإجرامية، فيقرر عبود أن يتخلى عن تاريخه الإجرامي  من أجلها كي يرضي والدها ويقنعه بزواجهما وفي سياق ذلك يتعرض عبود وبونيتا للكثير من المواقف والأزمات التي يتم معالجتها بطريقة كوميدية ساخرة . تنتهي كل حلقة بأغنية مستوحاة من أحداث القصة .

## طاقم العمل
- إخراج : مهند أبو خمرة
- بطولة : إياد راضي - دالي
- بطولة : فضلي الجبوري - عدي عبد الستار - رضا طارش
- منتج منفذ : شركة إيتانا للإنتاج التلفزيوني Etana Production - علي أبو خمرة
- تأليف : محمد خماس
- تاريخ عرض المسلسل : 2010